# آشلي جود
آشلي تايلر سيمينيلا (بالإنجليزية: Ashley Tyler Ciminella) ممثلة، وناشطة أمريكية من مواليد 19 أبريل 1968، في لوس أنجلوس. اشتهرت بأفلام القصص المثيرة في أواخر التسعينيات.

## النشأة
هي ابنة مغنية الأغاني الريفية ناعومي جود، والأخت غير الشقيقة لوينونا جود. فقد ولدت آشلي جود باسم آشلي تايلر سيمينيلا، في مدينة لوس أنجلوس، في 19 أبريل 1968. ربتها والدتها بعدما طلقها والدها «مايكل سي سيمينيلا» (خبير تسويق خيول السباقات) سنة 1972، وعملت والدتها في العديد من الأعمال في ولايتي كاليفورنيا وكنتاكي. أمضت الممثلة السنوات الثلاثة عشر الأولي من حياتها مُوزعة بين الولايتين، والتحقت بـ12 مدرسة مختلفة. أهتمت جود منذ صغرها بالقراءة، بينما كانت والدتها وأختها تعملان بالغناء لجني المال، وهو ما أدي إلي اشتهارهما كثيرًا، مما جعلهم يبتعدون عن عيشة الفقر التي كانوا يعيشونها. والتحقت جود بجامعة كنتاكي، وأصبحت مشجعة كبيرة لفريق جامعة كينتاكي لكرة السلة حتي اليوم، وهي لا تستحم في اليوم الذي يلعبون فيه إحدي المباريات الرسمية لكي لا تجلب لهم النحس. وتخرجت سنة 1990، ومعها شهادة البكالوريوس في اللغة الفرنسية.

## المسيرة المهنية
بتشجيع من أختها، وجدت آشلي جود مدير أعمال لها، مما جعلها تحصل علي أول دور لها في سنة 1987 في المسلسل الشهير ستار تريك: الجيل التالي. وشهد المسلسل أول قبلة علنية لها في المجال الفني، وكانت مع النجم ويل ويتون. وأعلنت والدتها ناعومي جود علي الملأ أن ابنتها لن تشترك في أي أفلام تتضمن: الكفر، والعري، والجنس، والعنف. وبقيت في المجال التلفزيوني عندما قبلت لعب دور ابنة النجمة سوسي كورتز في مسلسل Sisters من 1991 إلي 1994. في السنة التي تلتها، 1992، قامت بدور صغير في فيلم كوفس. كان من المفترض أن تحصل علي دور أكبر في هذا الفيلم، ولكن رفضها الظهور عارية تماما من الملابس أدي إلي حصولها علي دور صغير. وأصابها كسر في كاحلها الأيمن بعد سقوطها من الحصان في مدينة فرانكلين، بولاية تينيسي، في 23 نوفمبر 1993، وبقيت في المستشفى يومين.
رفضت دوراً في المسلسل التلفزيوني تحسين المنزل لتركيزها علي النجاح علي المستوي السينمائي، وحلت مكانها باميلا أندرسون. الفيلم الذي قلب المسيرة الفنية للممثلة هو فيلم الدراما روبي في الجنة سنة 1993. واستطاعت أن تحصل علي جائزة أفضل ممثلة في مهرجان جوائز الروح المستقلة سنة 1994. بعد تمثيلها في فيلم المخرج أوليفر ستون قتلة بالفطرة، فإن أشلي جود حصلت علي دور مهم سنة 1995 في فيلم Smoke، حيث قامت بدور ابنة النجمين هارفي كيتل، وستوكارد تشانينج المدمنة علي المخدرات. وفي نفس السنة قامت ببطولة الفيلم التلفزيوني Norma Jean and Marilyn عن قصة حياة النجمة الراحلة المثيرة للجدل مارلين مونرو.
بعد أدائها دور زوجة النجم ماثيو ماكونهي في فيلم المخرج جويل شوماخر المقتبس من رواية للكاتب جون غريشام وقت للقتل سنة 1996، ودور في فيلم الجريمة A Normal Life في نفس السنة، فإنها أخيرا حصلت علي البطولة المطلقة سنة 1997 في فيلم الإثارة قبل الفتيات. الفيلم تلقي آراء متناقضة من النقاد السينمائيون، ولكنه حقق نجاحا كبيرا في شباك التذاكر، مما زاد من توهج نجم آشلي جود. اعتبرتها مجلة بيبول ضمن مجموعة من 50 امرأة «الأجمل في العالم» سنة 1996. أصبحت نباتية منذ سنة 1997. في السنة التي بعدها حصلت علي دور البطولة أيضا في فيلم الدراما Simon Birch. وفي سنة 1999، شاهدها الجميع في فيلم المخرج بروس بيريسفورد Double Jeopardy، حيث قامت بدور السجينة المُطلق سراحها، والتي تحاول الانتقام من الذين أدخلوها السجن. الفيلم حقق نجاح منقطع النظير في شباك التذاكر، وأصبحت آشلي جود نجمة متلألئة في سماء هوليوود بعدما حلت مكان جودي فوستر في هذا الفيلم. اعتبرتها مجلة بيبول ضمن مجموعة من 25 امرأة «الأكثر إغراء» في سنة 1999.
رفضت العرض المُقدم لها لتمثيل دور البطولة في فيلم المرأة القطة، وفضلت عليه دور في مسرحية قطة على سقف من صفيح ساخن علي مسرح برودواي الشهير. لم تعد آشلي جود إلي أدوارها السينمائية إلا سنة 2004 بفيلم الإثارة والجريمة Twisted، ودورها محققة جرائم الانتحار النسائية، حيث تجد نفسها وسط مجموعة من جرائم القتل. وفي الفيلم التالي دي-لوفلي، تشاركت البطولة مع كيفين كلاين، وهو سيرة ذاتية موسيقية عن الموسيقار كول بورتر.

## الإهتمامات
تمارس جود رياضة الركض، وتسلق الجبال، واليوغا، وتحب الطبخ. تطبخ كعكة رقاقات البطاطس بالشوكولاتة، وذلك للتخفيف من الإرهاق الذي تتعرض له. وهي أيضا ناشطة في مجال حقوق المرأة، ومكافحة مرض الإيدز. لديها كلبان حاليا، وهما: «بوتيرميلك» و«بوتيركاب».

## أفلامها
- سنة 1992: كوفس، قامت بدور زوجة مالك المخزن.
- سنة 1993: روبي في الجنة، قامت بدور «روبي لي غيسينغ».
- سنة 1994: قتلة بالفطرة، قامت بدور «غريس مولبيري».
- سنة 1995: The Passion of Darkly Noon، قامت بدور «كالي».
- Smoke، قامت بدور «فيليسيتي».
- حرارة، قامت بدور «شارلين شيرليس».
- سنة 1996: وقت للقتل، قامت بدور «كارلا بريجانس».
- Normal Life، قامت بدور «بام أندرسون».
- سنة 1997: The Locusts، قامت بدور «كيتي».
- تقبيل الفتيات، قامت بدور الطبيبة «كيت ماكتييرنان».
- سنة 1998: Simon Birch، قامت بدور «ريبيكا وينتورث».
- سنة 1999: صديقنا، مارتن، قامت بأداء صوت السيدة «ديل».
- Eye of the Beholder، قامت بدور «جوانا إيريس».
- Double Jeopardy، قامت بدور «إليزابيث (ليبي) بارسونز».
- سنة 2000: Where the Heart Is، قامت بدور «ليكسي كوب».
- سنة 2001: Someone Like You...، قامت بدور «جين جودال».
- سنة 2002: جرائم عليا، قامت بدور «كلير كوبيك».
- Divine Secrets of the Ya-Ya Sisterhood، قامت بدور «فيفي أبوت ووكر» الصغيرة.
- فريدا، قامت بدور تينا مودتي.
- سنة 2004: Twisted، قامت بدور «جيسيكا شيبرد».
- دي-لوفلي قامت بدور «ليندا بورتر».
- سنة 2006: Bug، قامت بدور «آغنيس وايت».
- سنة 2009: Crossing Over، قامت بدور «دينيس فرانكل».
- سنة 2010: جني الأسنان قامت بدور «كارلي».
- سنة 2011: حكاية دولفين، قامت بدور «لورين نيلسون».
- سنة 2011: Flypaper، قامت بدور «كيتلين».
- سنة 2013: سقوط البيت الأبيض، قامت بدور السيدة الأولي «مارغريت آشر».

## روابط خارجية
- آشلي جود على موقع IMDb (الإنجليزية)
- آشلي جود على موقع الموسوعة البريطانية (الإنجليزية)
- آشلي جود على موقع روتن توميتوز (الإنجليزية)
- آشلي جود على موقع مونزينجر (الألمانية)
- آشلي جود على موقع قاعدة بيانات الأفلام العربية
- آشلي جود على موقع ألو سيني (الفرنسية)
- آشلي جود على موقع ميوزك برينز (الإنجليزية)
- آشلي جود على موقع تيرنر كلاسيك موفيز (الإنجليزية)
- آشلي جود على موقع أول موفي (الإنجليزية)
- آشلي جود على موقع بوكس أوفيس موجو (الإنجليزية)